# Gabriella Csire
Gabriella Csire est une écrivaine roumaine d'expression hongroise, autrice de livres pour la jeunesse.

## Biographie
Née dans une famille d'origine hongroise, elle déménagea à l'âge de deux ans avec ses parents à Cluj (Kolozsvár), où elle obtint son diplôme d'études secondaires (1954). Plus tard, elle fut diplômée de l'ancienne université Bolyai (université Babes-Bolyai) (1959), au département de langue et de littérature hongroises. En 1959, elle s'est installée à Bucarest, où elle a été rédactrice à l'Irodalmi Könyvkiadó (Editions nationales de littérature), puis à des journaux, pour la plupart des magazines pour jeunes : Tanügyi Újság (hu), Előre (hu) et Jóbarát (hu), et Cimbora entre 1990-92, où elle a travaillé comme rédactrice en chef. Elle a écrit des articles, des nouvelles, des contes de fées et des romans de fées et a traduit Le Petit Prince. Elle est membre de l'Union des écrivains de Roumanie.
Elle fut mariée au compositeur József Csire (hu) avec qui elle écrivit des livres.

## Galerie

Livres de Gabriella Csire
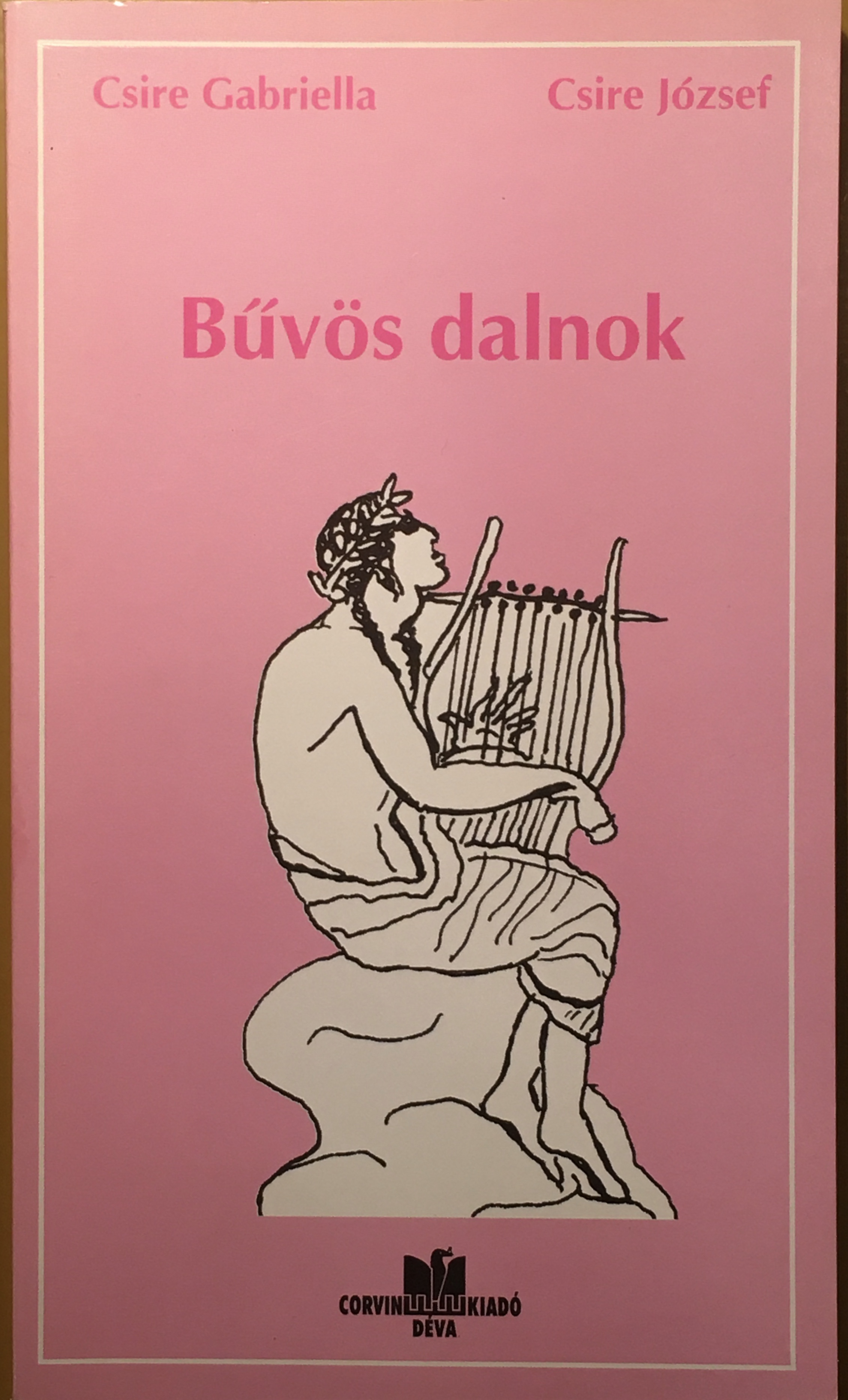
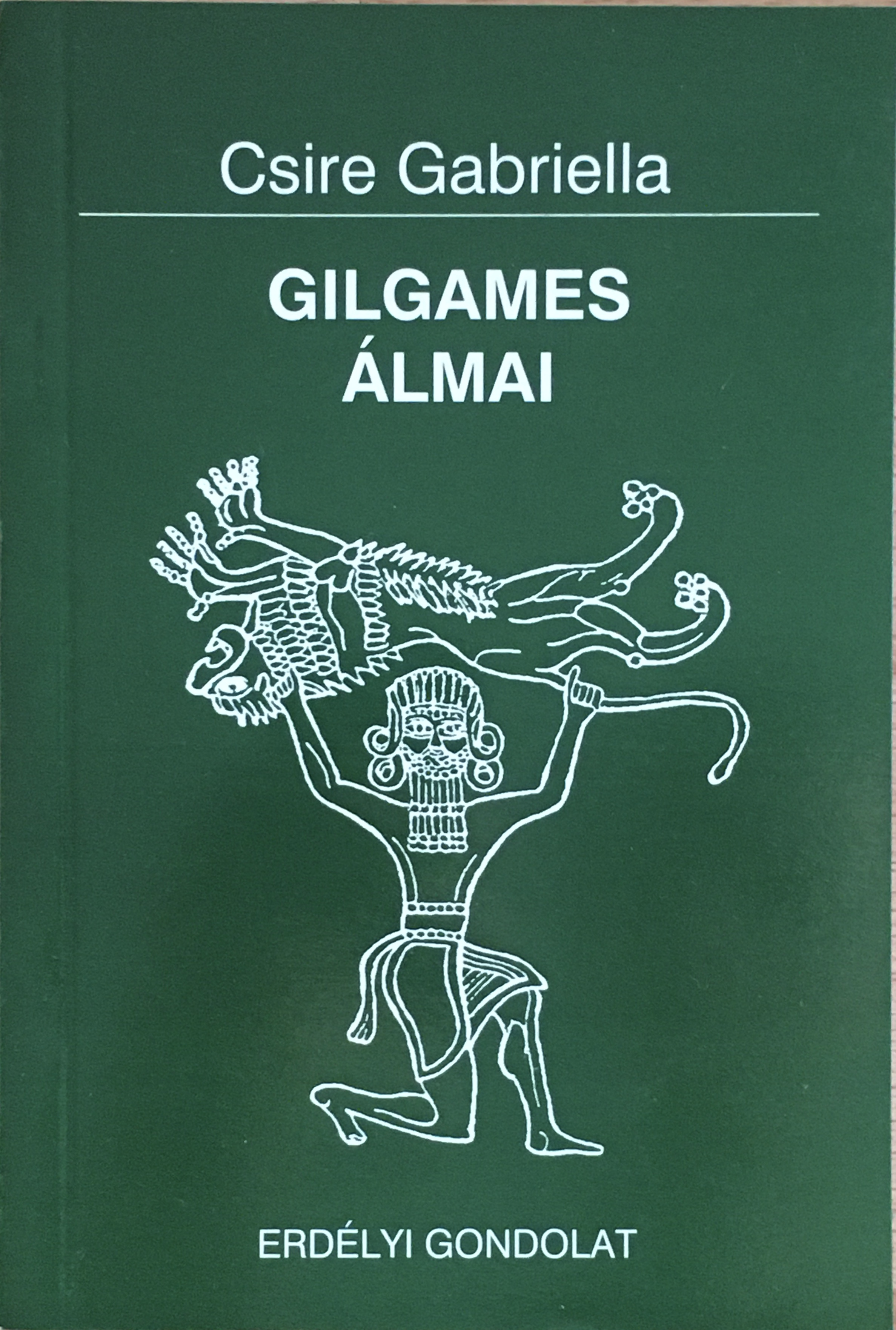
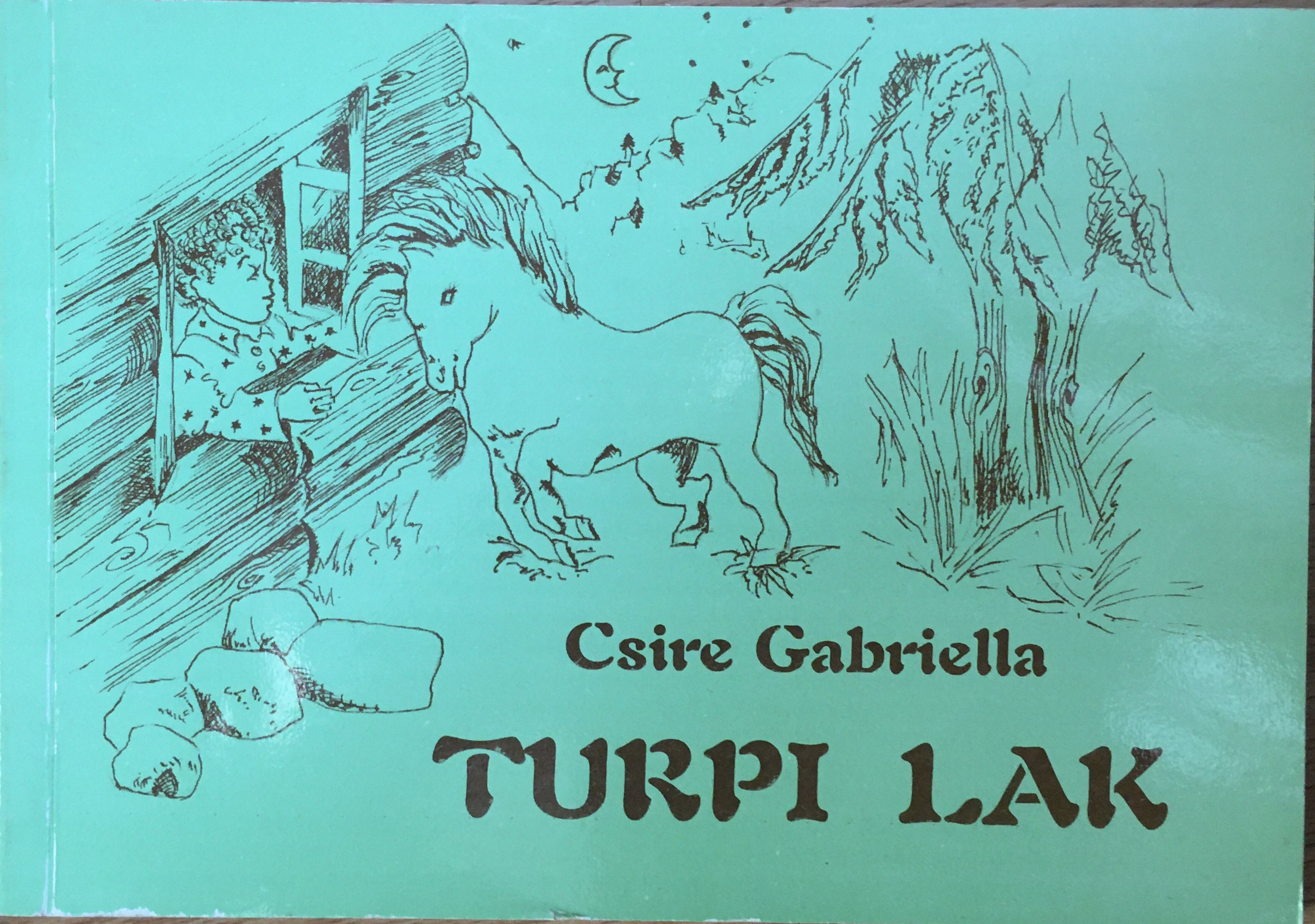
Turpi (hu)
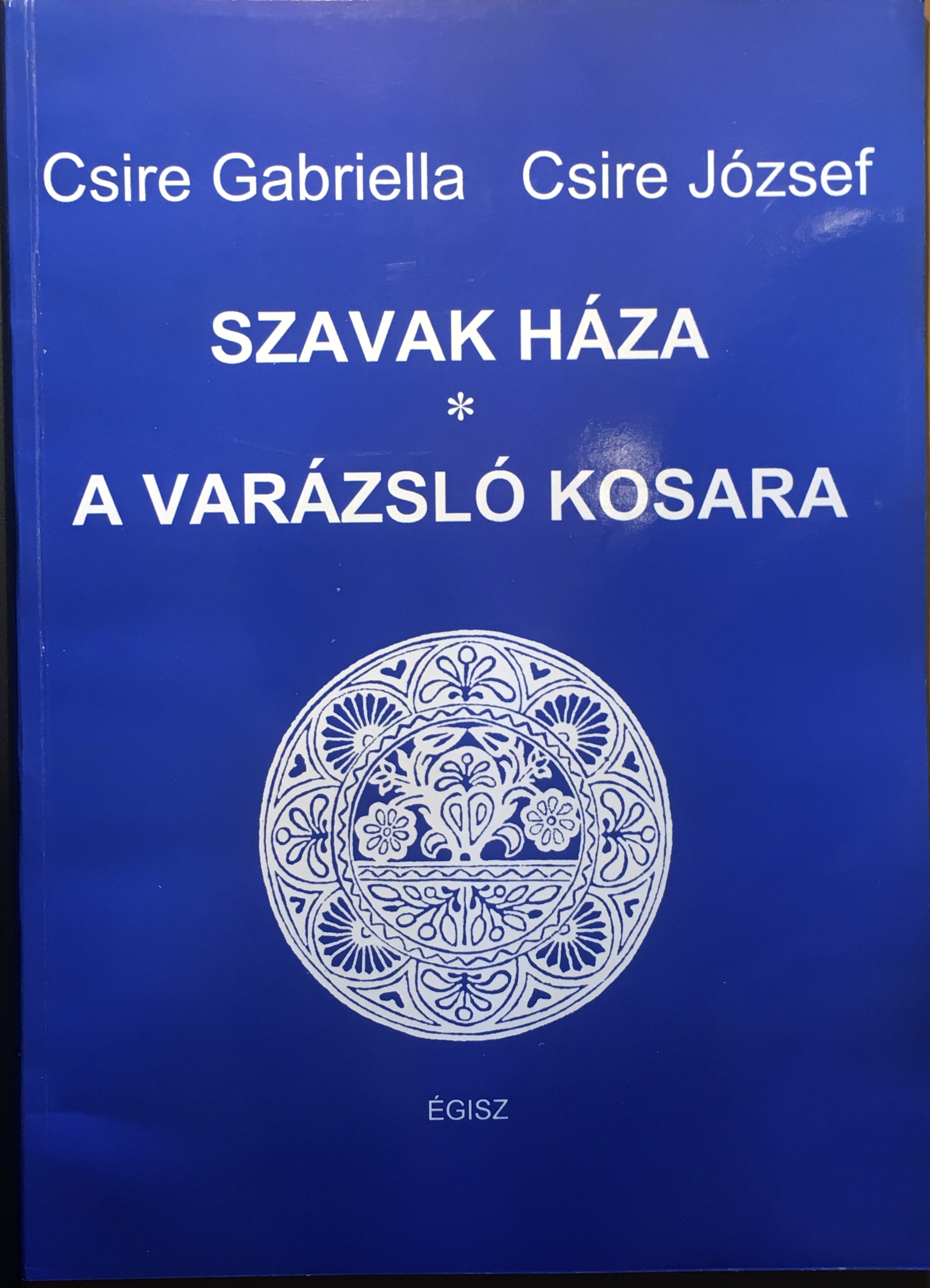